# Xã St. Francois, Quận St. Francois, Missouri
Xã St. Francois (tiếng Anh: St. Francois Township) là một xã thuộc quận St. Francois, tiểu bang Missouri, Hoa Kỳ. Năm 2010, dân số của xã này là 29.371 người.